# Mistrzostwa Świata w Krykiecie Mężczyzn 2015
Mistrzostwa Świata w Krykiecie Mężczyzn 2015 (en. 2015 Cricket World Cup) – XI edycja turnieju finałowego krykietowych mistrzostw świata rozgrywanego w formacie meczów jednodniowych. Organizowane przez International Cricket Council od 14 lutego do 29 marca w czternastu miastach Australii i Nowej Zelandii. Łącznie w czasie mistrzostw rozegrano 49 meczów.
W finale zmierzyli się gospodarze. Mecz wygrali reprezentanci Australii zdobywając piąty raz tytuł mistrza świata.

## Eliminacje i uczestnicy
jako pełnoprawny członek International Cricket Council,
     poprzez WCL lub Eliminacje.
     Pozostałe drużyny, które przystąpiły do kwalifikacji

Drużyny zakwalifikowane do Mistrzostw Świata 2015:
jako pełnoprawny członek International Cricket Council,
poprzez WCL lub Eliminacje.
Pozostałe drużyny, które przystąpiły do kwalifikacji

W mistrzostwach świata zapewniony udział mają wszystkie drużyny, które posiadają pełne członkostwo w International Cricket Council oraz zwycięzca i wicemistrz Światowej Ligi Mistrzów 2011–2013 oraz dwa zespoły wyłonione na drodze eliminacji.
| Zespół                       | Sposób kwalifikacji                            | Liczba występów w MŚ | Ostatni występ | Najlepszy wynik w MŚ                          | Ranking ODI | Grupa |
| ---------------------------- | ---------------------------------------------- | -------------------- | -------------- | --------------------------------------------- | ----------- | ----- |
| Anglia                       | Pełnoprawny członek ICC                        | 10                   | 2011           | Wicemistrzostwo (1979, 1987, 1992)            | 1           | A     |
| Południowa Afryka            | Pełnoprawny członek ICC                        | 6                    | 2011           | Półfinał (1992, 1999, 2007)                   | 2           | B     |
| Indie                        | Pełnoprawny członek ICC                        | 10                   | 2011           | Mistrzostwo (1983, 2011)                      | 3           | B     |
| Australia                    | Pełnoprawny członek ICC                        | 10                   | 2011           | Mistrzostwo (1987, 1999, 2003, 2007)          | 4           | A     |
| Sri Lanka                    | Pełnoprawny członek ICC                        | 10                   | 2011           | Mistrzostwo (1996)                            | 5           | A     |
| Pakistan                     | Pełnoprawny członek ICC                        | 10                   | 2011           | Mistrzostwo (1992)                            | 6           | B     |
| Indie Zachodnie              | Pełnoprawny członek ICC                        | 10                   | 2011           | Mistrzostwo (1975, 1979)                      | 7           | B     |
| Bangladesz                   | Pełnoprawny członek ICC                        | 4                    | 2011           | Super 8 (2007)                                | 8           | A     |
| Nowa Zelandia                | Pełnoprawny członek ICC                        | 10                   | 2011           | Półfinał (1975, 1979, 1992, 1999, 2007, 2011) | 9           | A     |
| Zimbabwe                     | Pełnoprawny członek ICC                        | 8                    | 2011           | Super 6 (1999, 2003)                          | 10          | B     |
| Irlandia                     | Światowa Liga Mistrzów (WCL) (1. i 2. miejsce) | 2                    | 2011           | Super 8 (2007)                                | 11          | B     |
| Afganistan                   | Światowa Liga Mistrzów (WCL) (1. i 2. miejsce) | debiutant            | debiutant      | debiutant                                     | 12          | A     |
| Szkocja                      | Eliminacje                                     | 2                    | 2007           | Faza grupowa (1999, 2007)                     | 13          | A     |
| Zjednoczone Emiraty Arabskie | Eliminacje                                     | 1                    | 1996           | Faza grupowa (1996)                           | 14          | B     |

## Miasta i stadiony
Mistrzostwa rozegrano na czternastu stadionach w czternastu miastach, po równo w obydwóch państwach–gospodarzach. Na każdej z aren rozegrano po trzy mecze. Ponadto ćwierćfinały rozegrano w Adelaide, Melbourne, Sydney i Wellington, półfinały w Auckland i Sydney, a finał w Melbourne na Melbourne Cricket Ground.
| Sydney                        | Melbourne                                          | Adelaide                                           | Brisbane                                                  | Perth             |
| ----------------------------- | -------------------------------------------------- | -------------------------------------------------- | --------------------------------------------------------- | ----------------- |
| Sydney Cricket Ground         | Melbourne Cricket Ground                           | Adelaide Oval                                      | The Gabba                                                 | WACA Ground       |
| Pojemność: 48,000             | Pojemność: 100 024                                 | Pojemność: 53 500                                  | Pojemność: 42 000                                         | Pojemność: 24 500 |
| Mecze: 5 (w tym ¼ i ½ finału) | Mecze: 5 (w tym ¼ finału i finał)                  | Mecze: 4 (w tym ¼ finału)                          | Mecze: 3                                                  | Mecze: 3          |
|                               |                                                    |                                                    |                                                           |                   |
| Hobart                        | PerthMelbourneSydneyHobartBrisbaneAdelaideCanberra | PerthMelbourneSydneyHobartBrisbaneAdelaideCanberra | AucklandChristchurchDunedinHamiltonNapierNelsonWellington | Canberra          |
| Bellerive Oval                | PerthMelbourneSydneyHobartBrisbaneAdelaideCanberra | PerthMelbourneSydneyHobartBrisbaneAdelaideCanberra | AucklandChristchurchDunedinHamiltonNapierNelsonWellington | Manuka Oval       |
| Pojemność: 20 000             | PerthMelbourneSydneyHobartBrisbaneAdelaideCanberra | PerthMelbourneSydneyHobartBrisbaneAdelaideCanberra | AucklandChristchurchDunedinHamiltonNapierNelsonWellington | Pojemność: 13 550 |
| Mecze: 3                      | PerthMelbourneSydneyHobartBrisbaneAdelaideCanberra | PerthMelbourneSydneyHobartBrisbaneAdelaideCanberra | AucklandChristchurchDunedinHamiltonNapierNelsonWellington | Mecze: 3          |
|                               | PerthMelbourneSydneyHobartBrisbaneAdelaideCanberra | PerthMelbourneSydneyHobartBrisbaneAdelaideCanberra | AucklandChristchurchDunedinHamiltonNapierNelsonWellington |                   |
| Auckland                      | PerthMelbourneSydneyHobartBrisbaneAdelaideCanberra | PerthMelbourneSydneyHobartBrisbaneAdelaideCanberra | AucklandChristchurchDunedinHamiltonNapierNelsonWellington | Christchurch      |
| Eden Park                     | PerthMelbourneSydneyHobartBrisbaneAdelaideCanberra | PerthMelbourneSydneyHobartBrisbaneAdelaideCanberra | AucklandChristchurchDunedinHamiltonNapierNelsonWellington | Hagley Oval       |
| Pojemność: 50 000             | PerthMelbourneSydneyHobartBrisbaneAdelaideCanberra | PerthMelbourneSydneyHobartBrisbaneAdelaideCanberra | AucklandChristchurchDunedinHamiltonNapierNelsonWellington | Pojemność: 20 000 |
| Mecze: 4 (w ½ finału)         | PerthMelbourneSydneyHobartBrisbaneAdelaideCanberra | PerthMelbourneSydneyHobartBrisbaneAdelaideCanberra | AucklandChristchurchDunedinHamiltonNapierNelsonWellington | Mecze: 3          |
|                               | PerthMelbourneSydneyHobartBrisbaneAdelaideCanberra | PerthMelbourneSydneyHobartBrisbaneAdelaideCanberra | AucklandChristchurchDunedinHamiltonNapierNelsonWellington |                   |
| Hamilton                      | Napier                                             | Wellington                                         | Nelson                                                    | Dunedin           |
| Seddon Park                   | McLean Park                                        | Wellington Regional Stadium                        | Saxton Oval                                               | University Oval   |
| Pojemność: 12 000             | Pojemność: 22 500                                  | Pojemność: 37 000                                  | Pojemność: 5 000                                          | Pojemność: 6 000  |
| Mecze: 3                      | Mecze: 3                                           | Mecze: 4 (w tym ¼ finału)                          | Mecze: 3                                                  | Mecze: 3          |
|                               |                                                    |                                                    |                                                           |                   |
| Źródło:                       |                                                    |                                                    |                                                           |                   |

## Sędziowie
Na Mistrzostwa Świata 2015 komisja sędziowska ICC wybrała dwudziestu sędziów; po pięciu z Australii i Anglii, trzech z Sri Lanki, po dwóch z Południowej Afryki i Nowej Zelandii i po jednym z Indii, Pakistanu i Indii Zachodnich.
|  | - Bruce Oxenford - Paul Reiffel - Steve Davis - Rod Tucker - Simon Fry - Marais Erasmus - Johan Cloete | - Ian Gould - Nigel Llong - Richard Illingworth - Richard Kettleborough - Michael Gough - Billy Bowden - Chris Gaffaney | - S. Ravi - Aleem Dar - Kumar Dharmasena - Ranmore Martinesz - Ruchira Palliyaguruge - Joel Wilson |

## Schemat rozgrywek
W mistrzostwa wystartowało 14 reprezentacji podzielonych na 2 grupy po 7 zespołów. W każdej grupie rozegrano szereg meczów każdy z każdym i do fazy pucharowej mistrzostw przeszły cztery najlepsze drużyny z każdej grupy.
Faza pucharowa podzielona została na trzy etapy; ćwierćfinały, półfinały i finał. W ćwierćfinałach zwycięzca grał grupy A z czwartym zespołem grupy B, a drugi zespół grupy A z trzecią drużyną grupy B i na odwrót. Mecz finałowy został rozegrany 29 marca na stadionie Melbourne Cricket Ground w australijskim Melbourne.

## Faza grupowa

### Grupa A

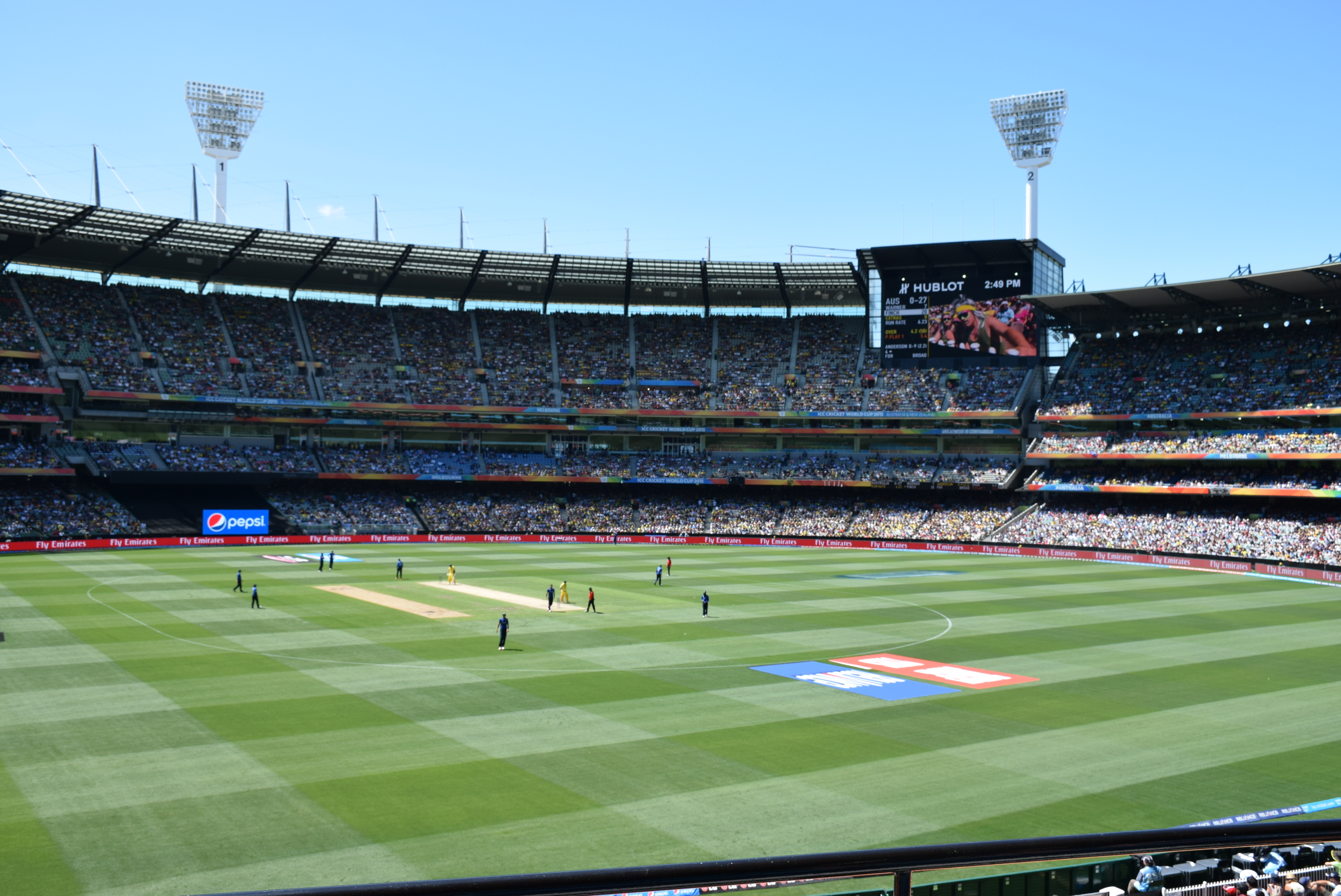
Drugi mecz na MŚ 2015 w grupie A pomiędzy Australią i Anglią na MCG.

| Reprezentacja | M | Z | R | P | NR | NRR    | Pkt |
| ------------- | - | - | - | - | -- | ------ | --- |
| Nowa Zelandia | 6 | 6 | 0 | 0 | 0  | +2.564 | 12  |
| Australia     | 6 | 4 | 1 | 0 | 1  | +2.257 | 9   |
| Sri Lanka     | 6 | 4 | 2 | 0 | 0  | +0.371 | 8   |
| Bangladesz    | 6 | 3 | 2 | 0 | 1  | +0.136 | 7   |
| Anglia        | 6 | 2 | 4 | 0 | 0  | −0.753 | 4   |
| Afganistan    | 6 | 1 | 5 | 0 | 0  | −1.853 | 2   |
| Szkocja       | 6 | 0 | 6 | 0 | 0  | −2.218 | 0   |

### Grupa B

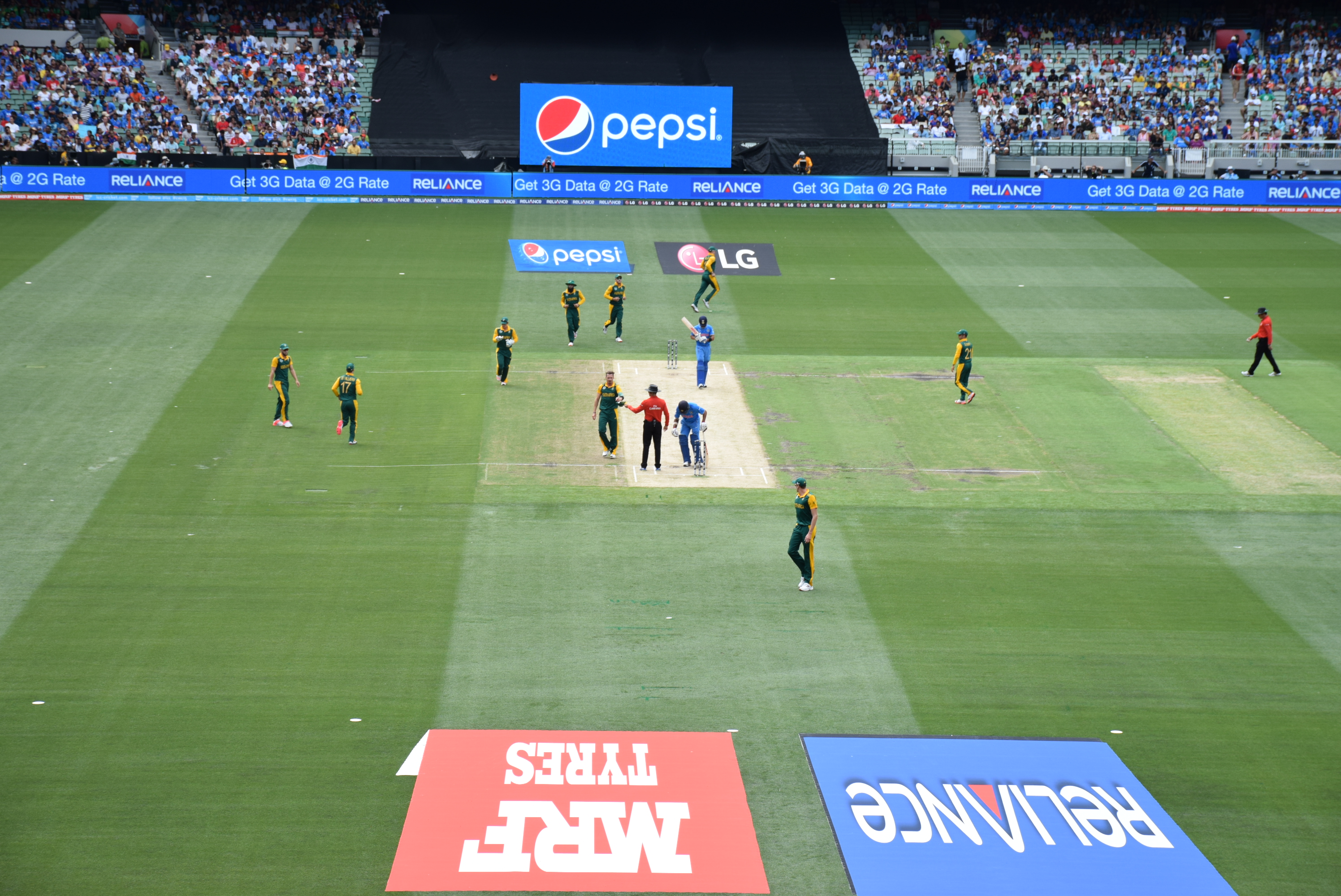
Mecz grupy B pomiędzy Indiami i Afryką Południową, również w Melbourne

| Reprezentacja                | M | Z | R | P | NR | NRR    | Pkt |
| ---------------------------- | - | - | - | - | -- | ------ | --- |
| Indie                        | 6 | 6 | 0 | 0 | 0  | +1.827 | 12  |
| Południowa Afryka            | 6 | 4 | 2 | 0 | 0  | +1.707 | 8   |
| Pakistan                     | 6 | 4 | 2 | 0 | 0  | −0.085 | 8   |
| Indie Zachodnie              | 6 | 3 | 3 | 0 | 0  | −0.053 | 6   |
| Irlandia                     | 6 | 3 | 3 | 0 | 0  | −0.933 | 6   |
| Zimbabwe                     | 6 | 1 | 5 | 0 | 0  | −0.527 | 2   |
| Zjednoczone Emiraty Arabskie | 6 | 0 | 6 | 0 | 0  | −2.032 | 0   |

## Faza pucharowa
|  |              |                   |              |               |       |           |                   |           |  |  |       |       |       |
|  | Ćwierćfinały | Ćwierćfinały      | Ćwierćfinały |               |       | Półfinały | Półfinały         | Półfinały |  |  | Finał | Finał | Finał |
|  | Ćwierćfinały | Ćwierćfinały      | Ćwierćfinały |               |       | Półfinały | Półfinały         | Półfinały |  |  | Finał | Finał | Finał |
|  |              |                   |              |               |       |           |                   |           |  |  |       |       |       |
|  |              |                   |              |               |       |           |                   |           |  |  |       |       |       |
|  | A1           | Nowa Zelandia     | 393/6        |               |       |           |                   |           |  |  |       |       |       |
|  | A1           | Nowa Zelandia     | 393/6        |               |       |           |                   |           |  |  |       |       |       |
|  | B4           | Indie Zachodnie   | 250          |               |       |           |                   |           |  |  |       |       |       |
|  | B4           | Indie Zachodnie   | 250          |               |       | B2        | Południowa Afryka | 281/5     |  |  |       |       |       |
|  |              |                   |              |               |       | B2        | Południowa Afryka | 281/5     |  |  |       |       |       |
|  |              |                   | A1           | Nowa Zelandia | 299/6 |           |                   |           |  |  |       |       |       |
|  | A3           | Sri Lanka         | A1           | Nowa Zelandia | 299/6 | 133       |                   |           |  |  |       |       |       |
|  | A3           | Sri Lanka         |              |               |       |           |                   |           |  |  |       |       |       |
|  | B2           | Południowa Afryka | 134/1        |               |       |           |                   |           |  |  |       |       |       |
|  | B2           | Południowa Afryka | 134/1        |               |       | A1        | Nowa Zelandia     | 183       |  |  |       |       |       |
|  |              |                   |              |               |       |           |                   |           |  |  |       |       |       |
|  |              |                   | A2           | Australia     | 186/3 |           |                   |           |  |  |       |       |       |
|  | B3           | Pakistan          | A2           | Australia     | 186/3 | 213       |                   |           |  |  |       |       |       |
|  | B3           | Pakistan          |              |               |       |           |                   |           |  |  |       |       |       |
|  | A2           | Australia         | 216/4        |               |       |           |                   |           |  |  |       |       |       |
|  | A2           | Australia         | 216/4        |               |       | A2        | Australia         | 328/7     |  |  |       |       |       |
|  |              |                   |              |               |       | A2        | Australia         | 328/7     |  |  |       |       |       |
|  |              |                   | B1           | Indie         | 233   |           |                   |           |  |  |       |       |       |
|  | B1           | Indie             | B1           | Indie         | 233   | 302/6     |                   |           |  |  |       |       |       |
|  | B1           | Indie             |              |               |       |           |                   |           |  |  |       |       |       |
|  | A4           | Bangladesz        | 193          |               |       |           |                   |           |  |  |       |       |       |
|  | A4           | Bangladesz        | 193          |               |       |           |                   |           |  |  |       |       |       |